# 第62回国民体育大会
第62回国民体育大会（だい62かいこくみんたいいくたいかい）は、2007年（平成19年）1月27日から10月9日までの期間、秋田県の秋田市を主な会場として開催された。大会スローガンは「君のハートよ位置につけ」。大会マスコットは、スギッチ（スケート・アイスホッケー競技会のみ、ゆうまちゃん）。

## 概要
1月27日から、群馬県で冬季大会スケート・アイスホッケー競技会で開幕。2月10日から13日まで、スキー競技会「秋田わか杉国体」が（秋田県鹿角市、仙北市田沢湖と（バイアスロン）由利本荘市）開催された。
夏季・秋季大会は9月29日より、秋田県立中央公園陸上競技場（秋田市雄和）で開幕。10月9日に全日程を終え、秋田県に天皇杯、皇后杯が授与された。
また、10月13日から15日まで、第7回全国障害者スポーツ大会「秋田わか杉大会」が行われた。
イメージソングは「make IT real」。作詞は松本英子、作曲は加曽利康之、編曲は天野正道、歌は松本英子・中鉢聡。
開会式は前年ののじぎく国体に続き無料である。馬術競技では、熊本県から輸送された馬が、インフルエンザを発症していた事がわかり、全ての馬を検査したところ、沖縄県など計2件、4頭の馬に同じ症状が見られ、感染が広がる恐れがあるため、競技を中止した。

## 冬季大会

### スケート競技会・アイスホッケー競技会
第62回国民体育大会冬季大会スケート競技会・アイスホッケー競技会は、1月27日～1月31日を会期として群馬県前橋市、渋川市、高崎市で行われた。テーマは「ファイト！群馬国体」、スローガンは「明日へ！未来へ！」。

### 実施競技・会場一覧
| 競技名                 | 競技名                 | 競技名 | 会場地       | 会場                                                                   |
| ---------------------- | ---------------------- | ------ | ------------ | ---------------------------------------------------------------------- |
| スケート               | スピード（詳細）       |        | 渋川市       | 群馬県総合スポーツセンター伊香保リンク ・屋外リンク                    |
| スケート               | フィギュア（詳細）     |        | 前橋市       | 群馬県総合スポーツセンターアイスアリーナ                               |
| アイスホッケー（詳細） | アイスホッケー（詳細） |        | 渋川市       | 群馬県総合スポーツセンター伊香保リンク ・屋内第1リンク ・屋内第2リンク |
| アイスホッケー（詳細） | アイスホッケー（詳細） | 高崎市 | サンピア高崎 |                                                                        |

### スキー競技会
第62回国民体育大会冬季大会スキー競技会は、2月10日～2月13日を会期として行われた。

### 実施競技・会場一覧
| 競技名                           | 競技名                           | 競技名 | 会場地     | 会場                   |
| -------------------------------- | -------------------------------- | ------ | ---------- | ---------------------- |
| スキー                           | ジャイアントスラローム（詳細）   |        | 仙北市     | 秋田県田沢湖スキー場   |
| スキー                           | スペシャルジャンプ（詳細）       |        | 鹿角市     | 花輪スキー場           |
| スキー                           | コンバインド（詳細）             | \|     | 鹿角市     | 花輪スキー場           |
| スキー                           | クロスカントリー（詳細）         |        | 鹿角市     | 花輪スキー場           |
| (※公開競技) バイアスロン（詳細） | (※公開競技) バイアスロン（詳細） |        | 由利本荘市 | 特設バイアスロン競技場 |

## 本大会

### 実施競技・会場一覧
正式競技
- 開閉会式 - 秋田市・秋田県立中央公園県営陸上競技場
- 陸上競技 - 秋田市・秋田県立中央公園県営陸上競技場
- 水泳 - 秋田市・秋田県立総合プール
- サッカー -  秋田市、由利本荘市、にかほ市・秋田市八橋運動公園陸上競技場・球技場・健康広場、西目カントリーパークサッカー場、仁賀保運動公園多目的広場、TDK秋田総合スポーツセンターサッカー場
- テニス - 秋田市・北野田公園テニスコート、秋田県立中央公園県営庭球場
- ボート - 大潟村・大潟漕艇場
- ホッケー - 横手市、羽後町・横手市十文字陸上競技場、羽後町多目的運動広場
- ボクシング - 男鹿市・男鹿市若美総合体育館
- バレーボール - 大館市、北秋田市、横手市・大館市樹海体育館、大館市立田代体育館、北秋田市鷹巣体育館、横手市増田体育館、横手市横手体育館、横手市雄物川体育館
- 体操・新体操 - 秋田市・秋田市立体育館
- バスケットボール - 能代市、三種町・二ツ井町総合体育館、能代市総合体育館、能代山本スポーツリゾートセンター、三種町琴丘総合体育館、三種町山本体育館、三種町立山本中学校体育館
- レスリング - 五城目町、潟上市・秋田周辺広域市町村圏五城目体育館、潟上市昭和体育館
- セーリング - 男鹿市・船川港特設セーリング競技場
- ウエイトリフティング - 八郎潟町・八郎潟町立八郎潟中学校体育館、八郎潟町町民体育館
- ハンドボール - 湯沢市、大仙市・湯沢市総合体育館、秋田県立湯沢高等学校体育館、湯沢市立湯沢北中学校体育館、大仙市大曲体育館、秋田県立大曲農業高等学校体育館
- 自転車
  - トラック - 美郷町・六郷自転車競技場
  - ロード - 美郷町、大仙市・美郷町・大仙市特設ロード・レース・コース
- ソフトテニス - 大館市・大館市高館テニスコート
- 卓球 - 鹿角市・鹿角市記念スポーツセンター、鹿角トレーニングセンター
- 軟式野球 - 大仙市、横手市、仙北市・大仙市大曲球場、大仙市サン・スポーツランド協和野球場、大仙市営仙北球場、横手市平鹿野球場、横手市大森野球場、横手市大雄運動公園野球場、落合運動公園落合野球場、大仙市営八乙女球場
- 相撲 - 潟上市・潟上市天王総合体育館
- 馬術（※一部中止） - 仙北市・かくのだて特設馬術競技場
- フェンシング - 北秋田市・北秋田市合川体育館
- 柔道 - 秋田市・秋田県立武道館
- ソフトボール - 由利本荘市・由利本荘市鶴舞球場、由利本荘市矢島多目的運動広場、由利本荘市立矢島中学校グラウンド、由利本荘市ソフトボール場、由利本荘市由利運動公園ソフトボール場・サッカー場
- バドミントン - 美郷町・美郷総合体育館
- 弓道 - 由利本荘市・由利本荘市本荘弓道場（近的）、由利本荘市特設遠的弓道場（遠的）
- ライフル射撃 - 美郷町、由利本荘市・秋田県警察学校射撃場、秋田県立総合射撃場、由利本荘市岩城総合体育館
- 剣道 - 男鹿市・男鹿市総合体育館
- ラグビーフットボール - 男鹿市、秋田市・男鹿総合運動公園陸上競技場、OGAマリンパーク球技場、秋田市八橋運動公園陸上競技場・球技場・健康広場
- 山岳 - 北秋田市・森吉山特設コース、北秋田市森吉スポーツ公園
- カヌー
  - フラットウォーターレーシング - 由利本荘市・子吉川特設カヌー競技場
  - スラロームレーシング、ワイルドウォーターレーシング - 仙北市・玉川特設カヌー競技場
- アーチェリー - 北秋田市・吉田特設アーチェリー競技場
- 空手道 - にかほ市・にかほ市象潟体育館
- 銃剣道 - 由利本荘市・由利本荘市ぽぽろ健康運動公園総合体育館
- クレー射撃 - 由利本荘市・秋田県立総合射撃場
- なぎなた - 大仙市・大仙市大曲体育館
- ボウリング - 横手市・台由ボウル
- ゴルフ - 秋田市・秋田椿台カントリークラブ、南秋田カントリークラブ、秋田カントリー倶楽部

公開競技
- 高等学校野球 - 秋田市、能代市・秋田県立野球場、秋田市八橋運動公園硬式野球場、能代球場
- スポーツ芸術 - 秋田市他・秋田県民会館他

## スギッチ
スギッチは本大会のマスコットキャラクターである。愛称募集には1,001点の応募があり、6人から提案された「スギッチ」が採用された。秋田杉をモチーフにしたもので、スーパーマーケットのレジ袋や日本酒ラベルなど関連グッズも販売され、薬物乱用防止キャンペーンなどに登場した。2006年4月にはテレビ東京系列で放送されたTVチャンピオン「ゆるキャラ選手権」で優勝している。また、同年8月から9月にかけて行なわれた都市対抗野球では、PRのためTDK（にかほ市）の応援団の一員となっていた。
国体終了後、スギッチは2007年12月以降、秋田県職員に任命されるなど県のマスコットとして存続し、手に持った炬火のたいまつと、背後の青い輪は取り除かれたデザインへと変更された。2008年12月1日には主任に昇任した。県に13体、各市町村に12体、計25体の着ぐるみがある。
2017年11月29日、県職員を退職。理由は著作者の意向で、県と著作者が2007年11月30日に締結した10年間の覚書の期限が切れる際、県は著作者へ覚書の更新を申し入れたところ、著作者は覚書を更新をせず、スギッチを引退させたいとの意向を示したことにより、覚書の満了日をもってスギッチは引退した。
2018年4月1日付けで、2015年にデビューした「んだッチ」が秋田県職員として採用される。

## 総合成績
天皇杯
- 1位：秋田県（2673.5点）
- 2位：東京都（2092.0点）
- 3位：埼玉県（1906.5点）

皇后杯
- 1位：秋田県（1148.0点）
- 2位：東京都（985.5点）
- 3位：兵庫県（910.5点）